# 莫茲港

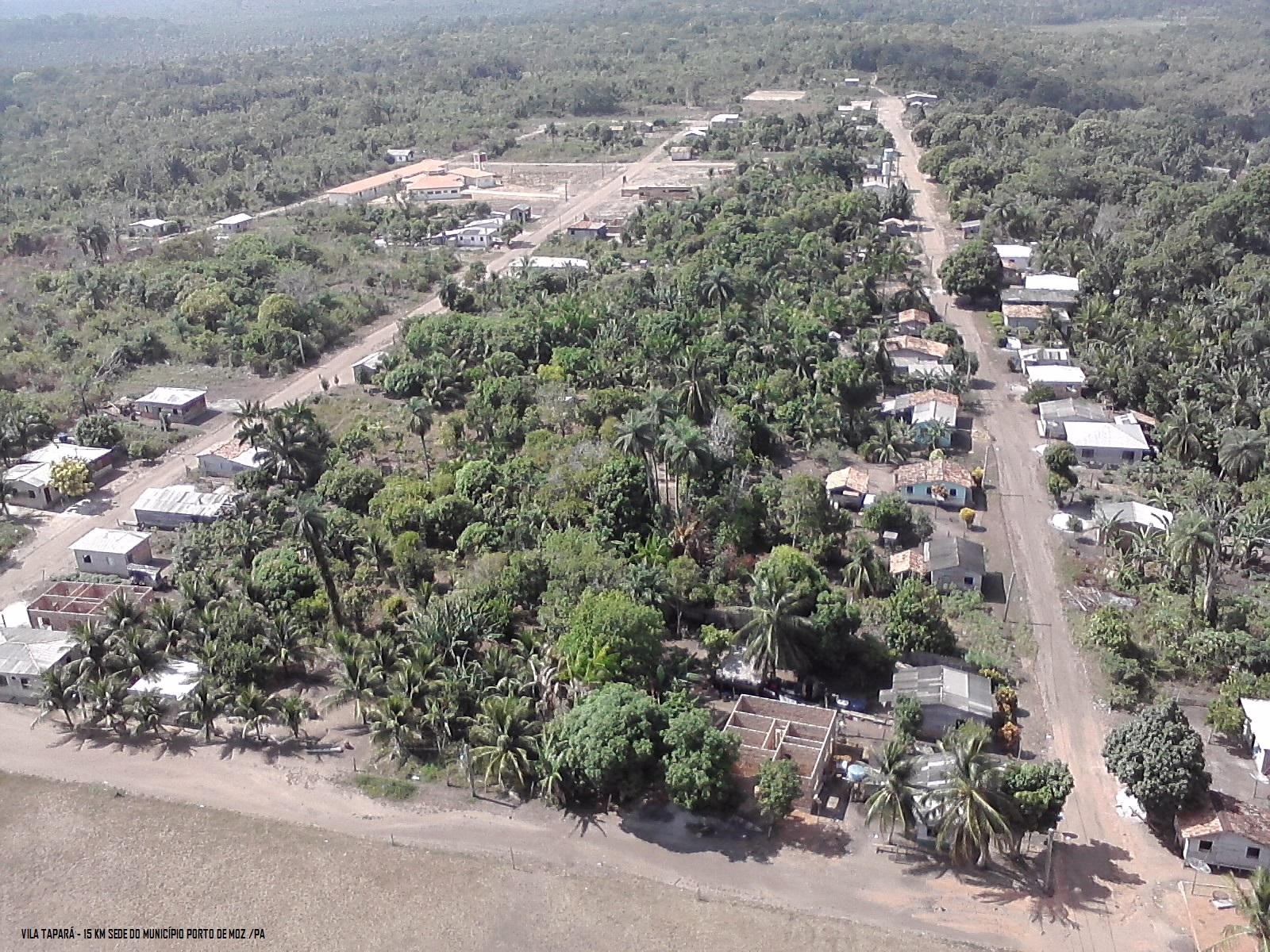
莫茲港

1°45′S 52°14′W / 1.750°S 52.233°W
莫茲港（葡萄牙語：Porto de Moz），是巴西的城鎮，位於該國北部，由帕拉州負責管轄，始建於1890年11月19日，面積17,423平方公里，海拔高度15米，2010年人口33,951，人口密度每平方公里1.95人。